# 1. Sinfonie (Schumann)
Robert Schumanns Sinfonie Nr. 1 B-Dur op. 38, von ihm selbst Frühlingssinfonie genannt, entstand 1841, nachdem er zunächst ausschließlich Klavierwerke schuf, denen hauptsächlich Klavier-begleitete Lieder folgten. (So komponierte er 1840 – im Jahr seiner Hochzeit mit Clara Wieck – 138 Lieder.) Innerhalb von nur vier Januartagen des Jahres 1841 entwarf er dann seine erste „große Form“, die 1. Sinfonie. Schumann sagte, das Werk sei „in feuriger Stunde geboren“ und er sei „ganz selig gewesen“ über diese Arbeit:

„Ich schrieb die Sinfonie, wenn ich sagen darf, in jenem Frühlingsdrang, der den Menschen wohl bis in das höchste Alter hinreißt und in jedem Jahr von neuem überfällt. Schildern, malen wollte ich nicht; dass aber eben die Zeit, in der die Sinfonie entstand, auf ihre Gestaltung, und dass sie grade so geworden, wie sie ist, eingewirkt hat, glaube ich wohl.“

## Musik
Die vier Sätze dieser Sinfonie hatten ursprünglich folgende Überschriften, die dem Zuhörer zugleich diese Musik charakterisieren können: Frühlingsbeginn–Abend–Frohe Gespielen–Voller Frühling.
Diese wurden vom Komponisten, wohl um den Eindruck einer „Programmmusik“ zu vermeiden, dann endgültig so überschrieben:
1. Satz: Andante un poco maestoso – Allegro molto vivace (Sonatenhauptsatzform)
2. Satz: Larghetto (Liedcharakter) – attacca:
3. Satz: Scherzo, Molto vivace (mit zwei Trios und Coda)
4. Satz: Allegro animato e grazioso (Schumann: „nicht zu frivol genommen“)[7]

### Zum Anfangs-Bläsermotiv des ersten Satzes
Der Beginn der Sinfonie wurde poetisch angeregt durch ein kurzes Gedicht von Adolf Böttger, das mit den Zeilen endet:
O wende, wende deinen Lauf

Im Tale blüht der Frühling auf!

„Gleich den ersten Trompeteneinsatz, möcht’ ich, daß er wie aus der Höhe klänge, wie ein Ruf zum Erwachen – in das Folgende könnte ich dann hineinlegen, wie es überall zu grüneln anfängt, wohl gar ein Schmetterling aufsteigt, wie nach und nach alles zusammenkommt, was zum Frühling etwa gehört.“

Als alternative Inspirationsquelle wurde von dem niederländischen Musiker und Musikwissenschaftler Lodewijk Muns der „Ruf eines Leipziger Nachtwächters“ genannt.
Schumann hatte nicht bedacht, dass – wie heute in der Fachwelt bekannt ist – Naturhörner und Naturtrompeten das Hauptthema zu Beginn seiner Frühlingssinfonie nicht ohne mattklingende Stopftöne spielen konnten (Ventilinstrumente waren damals noch selten). So musste er diesen Beginn auf Anraten von Felix Mendelssohn Bartholdy eine Terz höher setzen. Die überlieferte Quellenlage ist aber nicht eindeutig. Angeblich soll Schumann später – nach der Drucklegung – doch die Urform favorisiert haben. Felix Weingartner (1863–1942) schrieb in seinem dreibändigen Werk Ratschläge für Aufführungen klassischer Symphonien, die Instrumentation dieser Sinfonie sei gelungen. Er machte kaum Änderungsvorschläge und begnügte sich mit einigen dynamischen Retuschen und Bezeichnungen.

### Orchesterbesetzung
2 Flöten, 2 Oboen, 2 Klarinetten, 2 Fagotte, 4 Hörner, 2 Trompeten, 3 Posaunen, Pauken, Triangel, I. Violine, II. Violine, Viola, Violoncello, Kontrabass
- Die Spieldauer beträgt ca. 35 Minuten.

## Rezeption
- Bei der Uraufführung am 31. März 1841 dirigierte Felix Mendelssohn Bartholdy das Gewandhausorchester Leipzig. Das Werk wurde vom Publikum sehr gut aufgenommen. „Schöner glüklicher Abend“ schrieb Schumann in sein Tagebuch.[13]
- Weitere Aufführungen waren in Weimar, Bremen, Hamburg, Berlin, Den Haag und Rotterdam.[14]